# George Schaller
George Beals Schaller (1933) es un investigador de mamíferos, naturalista, conservacionista y escritor alemán.  Schaller es reconocido como el biólogo de campo más destacado del mundo, que ha estudiado la vida salvaje en África, Asia y Sudamérica. Nacido en Berlín, Schaller pasó su infancia en Alemania, pero se trasladó a Misuri (Estados Unidos) con su familia cuando todavía era adolescente.
Es vicepresidente del Science and Exploration Program en el Zoológico de Bronx, sede del Fondo Mundial para la Naturaleza.

## Resumen biográfico
Schaller se graduó como bachiller en ciencias en 1955 en la Universidad de Alaska, e ingresó en la Universidad de Wisconsin-Madison para obtener su doctorado en 1962.
De 1962 a 1966 trabajó como asociado al departamento de ciencias del comportamiento en la Universidad de Stanford, y en 1963 hasta 1966 trabajó como investigador asociado en el Departamento de patobiología de la Universidad Johns Hopkins, y entre 1966 y 1972 trabajó en la Universidad Rockefeller y la Sociedad Zoológica de Nueva York en investigación del comportamiento animal. Posteriormente actuó como director del programa de conservación internacional de la Sociedad zoológica de Nueva York entre 1979 y 1988.

## Investigación del gorila de montaña
En 1959, cuando Schaller tenía 26 años, viajó a África Central para estudiar y convivir con el gorila de montaña de las montañas Virunga. Poco se conocía entonces de estos gorilas salvajes hasta la publicación de The Mountain Gorilla: Ecology and Behavior en 1963, el primer documento que probaba la inteligencia real de estos primates. Schaller recapituló luego sobre estos dos épicos años de estudio, mediante su libro The Year of the Gorilla, que también provee una perspectiva histórica más amplia, incluyendo los esfuerzos para salvar a estos parientes cercanos del hombre de la amenaza de extinción.
La zoóloga estadounidense Dian Fossey, con asistencia de la sociedad National Geographic y Louis Leakey, continuó el trabajo de campo iniciado por Schaller en Virunga. Scheller y Fossey fueron activos en descartar la percepción pública de que los gorilas eran brutos, al demostrar la profunda compasión y la inteligencia social evidenciada entre los gorilas, y su paralelismo con la conducta humana.

"Nadie que mire a un gorila a los ojos - inteligente, gentil, vulnerable - puede permanecer indiferente ante la realidad de que la diferencia entre humano y gorila desaparece, que el gorila vive aún dentro de nosotros. ¿Los gorilas reconocen también esta antigua relación?
George Schaller.

## Conservacionismo
En 1966 Schaller y su esposa viajaron a Tanzania para vivir en Serengeti, donde realizó uno de los primeros estudios de comportamiento y migración de los grandes felinos.
En su trabajo de 1972 The Tree Where Man Was Born Peter Matthiessen describe a Schaller como «hombre de una sola idea, difícil de comprender». Matthiessen llegó a decir que Schaller era un «pragmático severo» que «ponía una mirada profunda sobre cualquier cosa», «decide e intenta», y en su libro de 1978 El leopardo de nieve escribió que en ese momento algunos consideraban a Schaller el mejor biólogo de campo del mundo.
En el otoño de 1973, Schaller viajó al remoto Himalaya, 100 km. tierra adentro de Dolpo, una región de Nepal poblada por la etnia tibetana. El objeto era estudiar el bharal, la cabra azul de Nepal, y en lo posible hallar al elusivo leopardo de las nieves, animal rara vez observado en estado salvaje. Schaller es uno de los dos occidentales que se sabe vieron un leopardo de las nieves en Nepal entre 1950 y 1978. Acompañándole en el viaje estuvo Matthiesen, que como resultado de la excursión escribió The Snow Leopard, (1978), describiendo el balance de la investigación, obra que ganó el National Book Award. A través de toda la obra refiere a Schaller como GS.
A fines de la década de 1970, Scheller pasó un tiempo en Brasil estudiando al jaguar, capibara, alligator y otros animales de la región.
En 1988 Schaller y su esposa viajaron a Chan Tang, en China, para estudiar al panda gigante, primeros occidentales a quienes se les permitió ingresar en esa remota región. Schaller buscó refutar la idea de que la población de pandas declinaba debido a la escasez natural de bambú. En lugar de ello halló que la popularidad del panda era un factor básico para su frecuente captura, y era la principal amenaza a su población. También halló evidencias de que el panda fue originariamente carnívoro, pero se encontró obligado por cambios evolutivos a una dieta de bambú, que es difícil de digerir, reduciendo así la competencia con otros animales por el alimento.
A partir de la investigación de Schaller, la población salvaje del panda se ha incrementado un 45%. Durante su estadía en China envió tarjetas a los cazadores furtivos que rezaban «Todos los seres tiemblan ante el castigo: para todos la vida es cara. Comparando a otros con uno mismo, uno nunca debe matar ni causar la muerte». Schaller pasó más tiempo en China que en su hogar en Connecticut.

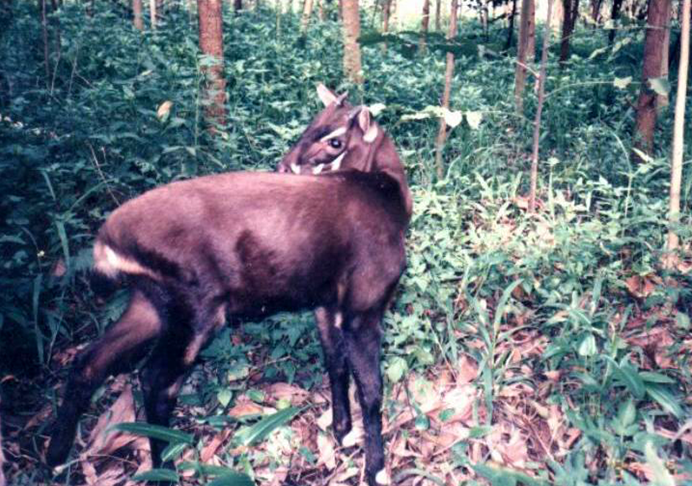
Pseudoryx nghetinhensis, o buey de vu quang.

En 1994 Schaller y Alan Rabinowitz fueron los primeros científicos en describir al raro buey de vu quang, un bovino rumiante de los bosques de Laos. Ese mismo año redescubrió al jabalí vietnamita, especie que se creía extinta, y en 1996 localizó un rebaño de ciervo rojo tibetano, igualmente considerado extinto.
En 2003 Schaller regresó a Chan Tang, y encontró que la vida salvaje en el área se había recuperado luego de su primer viaje a la región. Significativamente, la población de yak salvaje, estimada previamente en solo 13 individuos, había aumentado a 187. «El departamento tibetano de bosques ha hecho obviamente un dedicado y exitoso esfuerzo en proteger la vida salvaje», escribió Schaller en una carta a Dawa Cering, del Fondo Mundial para la Naturaleza.
Mientras permaneció en Tíbet, Schaller trabajó en la investigación del antílope tibetano, o chiru, cuya población disminuye a causa de su exótica lana y su carácter de trofeo de caza. Colaborando con las autoridades tibetanas y la Fundación Liz Claiborne y Art Ortenberg, Schaller ayudó a proteger los campos de cría y pastoreo del chiru en las montañas Kunlun de la provincia de Xinjiang.
En 2007 Schaller trabajó junto a los gobiernos de Pakistán, Afganistán, Tayikistán y China para desarrollar un nuevo Parque de la Paz que protegería 32.000 km² de hábitat para las grandes especies ovinas. En peligro debido a sus impresionantes cuernos, que pueden llegar a medir 1,8 m de largo, el carnero es codiciado como un trofeo por los cazadores internacionales. La investigación de Schaller en el Pamir jugará un papel importante en la creación del parque.

## Resultados
El trabajo de Schaller en conservación ha resultado en la protección de grandes extensiones en la Selva Amazónica, Brasil, el Hindu Kush en Pakistán, y bosques del sudeste asiático. Debido a su trabajo se han establecido más de 20 parques o reservas en todo el mundo, incluyendo el Refugio Nacional Ártico para la vida salvaje en Alaska, el Parque nacional Shey-Phoksundo en Nepal, la Reserva de la naturaleza de Chan Tang, uno de los refugios de vida salvaje más importantes del mundo. Con más de 320.000 km² de superficie, es tres veces mayor que cualquier refugio natural americano, y fue descrita por The New York Times como «uno de los intentos más ambiciosos para contrarrestar el deterioro de los ecosistemas naturales».